# Bulevardul Dimitrie Cantemir din Chișinău
Bulevardul Dimitrie Cantemir se află în sectorul Centru. Este cuprins între Piața C. Negruzzi și str. Ismail. Lungimea lui aproximativă este de 500 m. Poartă numele domnitorului, savantului și scriitorului Dimitrie Cantemir (1673-1723).